# Mykhajlo Mudryk
Mykhajlo Petrovytj Mudryk (Ukrainsk: Михайло Петрович Мудрик; født 5. januar 2001) er en ukrainsk professionel fodboldspiller, som spiller for Premier League-klubben Chelsea og Ukraines landshold.

## Klubkarriere

### Sjakhtar Donetsk
Efter at have spillet ungdomsfodbold hos Metalist Kharkiv og Dnipro, skiftede Mudryk i 2016 til Sjakhtar Donestk. Han debuterede for førsteholdet den 31. oktober 2018, i en kamp imod Olimpik Donetsk. I søgen om mere spilletid, tilbragte han lejeaftaler hos Arsenal Kyiv og Desna Tjernihiv.
Mudryks gennembrud hos Sjakhtar kom i 2021-22 sæsonen, da klubbens nye træner Roberto De Zerbi gav ham chancen på førsteholdet. Han imponerede her indtil sæsonen blev afbrudt af Ruslands invasion af Ukraine i februar 2022, som betød af fodbold blev aflyst. Fodbold blev genoptaget ved begyndelsen af 2022-23 sæsonen, og Mudryk fortsatte sin gode form. Ved udgangen af 2022, blev han kåret som både årets spiller i klubben, samt årets spiller i Ukraine.

### Chelsea
Mudryk skiftede i januar 2023 til Chelsea, i en aftale som gjorde ham den dyreste ukrainske spiller nogensinde. Han scorede sit første mål for klubben den 2. oktober 2023, i en kamp imod Fulham.

## Landsholdskarriere

### Ungdomslandshold
Mudryk har repræsenteret Ukraine på flere ungdomsniveauer.

### Seniorlandshold
Mudryk debuterede for Ukraines landshold den 1. juni 2022.

## Titler
Sjakhtar Donetsk
- Ukrainsk Premier League: 2 (2019-20, 2022-23)
- Ukrainsk Super Cup: 1 (2021)

Individuelle
- Årets fodboldspiller i Ukraine: 1 (2022)
- Sjakhtar Donetsk Årets spiller: 2 (2021, 2022)